# شيخة شالورو
شيخة شالورو (باللاتينية: Senecio chalureaui) نوع نباتي يتبع جنس الشيخة من الفصيلة النجمية. سميت على اسم عالم النبات شالورو.

## الموئل والانتشار
موطنه الأصلي المغرب العربي.